# Ommatocepheus ocellatus
Ommatocepheus ocellatus är en kvalsterart som först beskrevs av Michael 1882.  Ommatocepheus ocellatus ingår i släktet Ommatocepheus och familjen Cepheidae. Inga underarter finns listade i Catalogue of Life.